# Wólof

Mapa en el que se muestra la distribución étnica de los wólof. Debe notarse que muestra las áreas de concentración tradicional de las comunidades wólof. La distribución de personas que se autoidentifican como wólof es más amplia, las poblaciones se entremezclan y el uso del wólof ha llegado a ser prácticamente universal en Senegal.

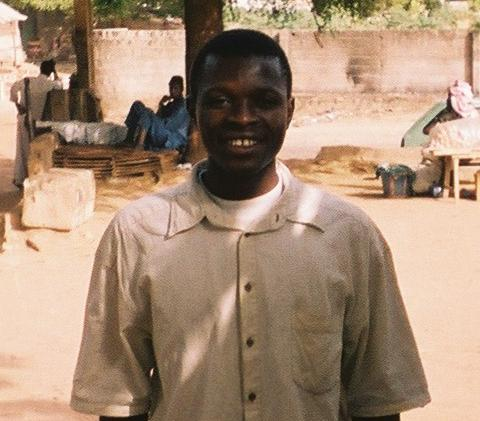
Un hombre joven wólof, Gambia

Los wólof son un grupo étnico que se encuentra en Senegal, Gambia y Mauritania. Algunos estudios señalan su origen en los antiguos habitantes del sur del río Senegal, en su tramo bajo y medio, a los que el geógrafo Al-Idrisi llamó pueblo maqzara.

## Etimología
El nombre wólof significa "piel negra", para algunos autores, y sería la manera en que los vecinos pueblos mande los llamaron por la intensidad de la pigmentación de su piel.

## Ubicación
En Senegal, los wólof son un grupo étnico que abarca en torno al 43,3 % de la población. Es importante tener en cuenta, no obstante, que este dato puede inducir a error, dado que al mismo se añaden otros pueblos diferentes que, con el transcurso del tiempo, han sido «wolofizados», y hablan la lengua wólof. El grupo posee una lengua propia, que en Senegal es hablada por el 80% de la población. Se encuentran en zonas centrales y costeras del país, así como a ambas orillas del río Senegal.
En Gambia, alrededor del 16% de la población son wólof. En este país son una minoría, dado que los mandinga son la etnia dominante, la cual constituye el 42% de la población. No obstante, la lengua y la cultura wólof tienen una influencia desproporcionada como consecuencia de su predominio en Banjul, la capital del país, donde la mayor parte de la población es wólof. Se ubican mayoritariamente en las zonas del suroeste del país.
En Malí existen comunidades en la región de Kayes.
En Mauritania, alrededor del 8% de la población son wólof. Viven mayoritariamente en la región costera del sur del país y en la región fronteriza con Senegal.

## Estado histórico
El Imperio wólof fue un estado medieval del África Occidental que gobernó partes de Senegal y Gambia desde aproximadamente el año 1350 hasta 1890. Aunque solo se consolidó como una estructura estatal individual durante parte de este período, la trayectoria de gobierno, las castas y la cultura wólof ha dominado la historia del centro y norte de Senegal durante la mayor parte de los últimos 800 años. Su desaparición a manos de las fuerzas coloniales francesas entre 1870 y 1890 también marca el comienzo de la formación de Senegal como estado unificado.
Hacia el final del siglo XV, los estados wólof de Jólof, Kayor, Baol y Walo se habían convertido en una federación, siendo Wólof su poder metropolitano. La posición de rey era ostentada por el bourba wólof y los gobernantes de los otros estados federados le debían lealtad, si bien se les permitía soberanía local en asuntos internos de cada estado. Saloum y Sine pasaron a unirse a la federación posteriormente. Antes de que el pueblo wólof comenzara a comerciar con los mercaderes portugueses, ya disfrutaban de los beneficios de lazos comerciales y culturales largamente establecidos con los imperios de Sudán Occidental. Asimismo, tenían relaciones comerciales con Futa Toro y los bereberes del norte de África. A través de estos primeros lazos comerciales y de su organización, los estados wólof lograron una riqueza creciente y una formidable fortaleza.

## Cultura
La cultura y las prácticas tradicionales de los wólof han sobrevivido a la era colonial y son un elemento vehicular poderoso de la cultura senegalesa.

### Lengua
Wólof es el nombre de la lengua nativa de los wólof, ya que al menos el 50 % de la población de Senegal son hablantes nativos de wólof, y los miembros de los grupos vecinos suelen ser bilingües y pueden entenderlo. El wólof es una lengua atlántica occidental y por tanto pertenece al mismo grupo lingüístico que el serer y el fulani: tiene una influencia menor del árabe que este último.

### Religión
La vasta mayoría del pueblo wólof son musulmanes sufís. Las cofradías musulmanas sufís senegalesas, que aparecen en las comunidades wólof en el siglo XIX, crecieron enormemente en el siglo XX. Sus líderes, o morabito, ejercen una influencia cultural y política inmensa entre las comunidades musulmanas, especialmente el líder de la hermandad Mouride , Serigne Cheikh Maty Leye Mbacké. El Islam de los wólof es muy tolerante y pone el énfasis en la meditación y la espiritualidad.

### Tradiciones ceremoniales wólof
Las ceremonias como los matrimonios, los funerales y los bautizos, aunque no únicamente, tienen elementos específicamente wólof. Muchos aspectos de estas ceremonias tradicionales se han fusionado y sufrido modificaciones durante el siglo XX.